# Rżawa (rejon bolszesołdatski)
Rżawa (ros. Ржава) – wieś (ros. деревня, trb. dieriewnia) w zachodniej Rosji, w sielsowiecie bolszesołdatskim rejonu bolszesołdatskiego w obwodzie kurskim.

## Geografia
Miejscowość położona jest 7,5 km od centrum administracyjnego sielsowietu bolszesołdatskiego i całego rejonu (Bolszoje Sołdatskoje), 65,5 km od Kurska.
W granicach miejscowości znajduje się ulica Nikolskaja (95 posesji).

## Demografia
W 2010 r. miejscowość zamieszkiwały 132 osoby.

## Zabytki
- Cerkiew św. Mikołaja Cudotwórcy (1899)[2]